# Istiqlol
Istiqlol (tadschikisch Истиқлол, bis 2012 Taboschar, andere Umschriften Taboshar, Tabošar, tadschikisch Табошар) ist eine Stadt in der Provinz Sughd im Norden Tadschikistans. Die Kleinstadt in den Bergen am nordwestlichen Rand des Ferghanatals mit etwa 15.600 Einwohnern (2014) wurde größtenteils in den 1940er Jahren von deportierten Russlanddeutschen aufgebaut, die als Kriegsgefangene im nahe gelegenen Uranbergbau eingesetzt waren. In Taboschar wurde nach einem geheimen Dekret vom November 1942 die erste sowjetische Uranaufbereitungsanlage gegründet. Von 1945 bis 1965 wurde hier Uran abgebaut. Eine Anlage zur Aufbereitung von Uran aus anderen Fundorten in der Umgebung war bis Anfang der 1970er Jahre in Betrieb. Die ungesicherten Abraumhalden auf dem 400 Hektar großen Gelände stellen ein gesundheitliches Problem für die Bewohner der Region dar.

## Lage
Istiqlol liegt in einer Höhe von über 1100 bis über 1200 Metern am Nordrand des Ferghanatals in einem trockenen Hügelgebiet, das zu den südlichen Ausläufern des Quramagebirges gehört. Dieses erreicht in seinem westlichen Teil 3023 Meter Höhe und bildet die wenige Kilometer nördlich der Stadt verlaufende Grenze zwischen Usbekistan im Norden und Tadschikistan im Süden. Die felsigen, nur spärlich mit Gras bewachsenen Hügel erlauben im Unterschied zur fruchtbaren Ebene des Ferghanatals keinen landwirtschaftlichen Anbau, weil es an Bewässerungsmöglichkeiten fehlt. Sie dienen lediglich Schafen und Ziegen als Weideland.
Der Ort ist 37 Kilometer von der Provinzhauptstadt Chudschand entfernt und auf einer guten, durch eine kaum besiedelte karge Ebene nach Norden führenden Asphaltstraße zu erreichen. Ein öffentlicher Bus fährt regelmäßig von einem Busbahnhof am nordöstlichen Stadtrand nach Istiqlol. Auf etwa halbem Wege zweigt auf dieser Strecke eine Straße nach Osten ab, der zur Siedlung Konsoi (russifiziert, früher offiziell Kansai). Dort setzt das 1995 gegründete Unternehmen Aprelevka, ein Joint Venture unter Beteiligung des tadschikischen Staates und einer chinesischen Firma, die Ausbeutung der bis 1990 von der Sowjetunion abgebauten Goldvorkommen fort. Aprelevka besitzt die Lizenz für weitere Goldvorkommen in der Sughd-Provinz. Südwestlich von Konsoi liegt mit Tschoruqdarron (Tschoruch-Dairon) eine weitere Bergbausiedlung, ebenso wie das gut 10 km entfernte Sarnisor (ehemals Altyn-Topkan) nördlich des Qurama-Hauptkammes, wohin von Istiqlol eine Straße über einen knapp 2000 m hohen Pass führt.

## Geschichte

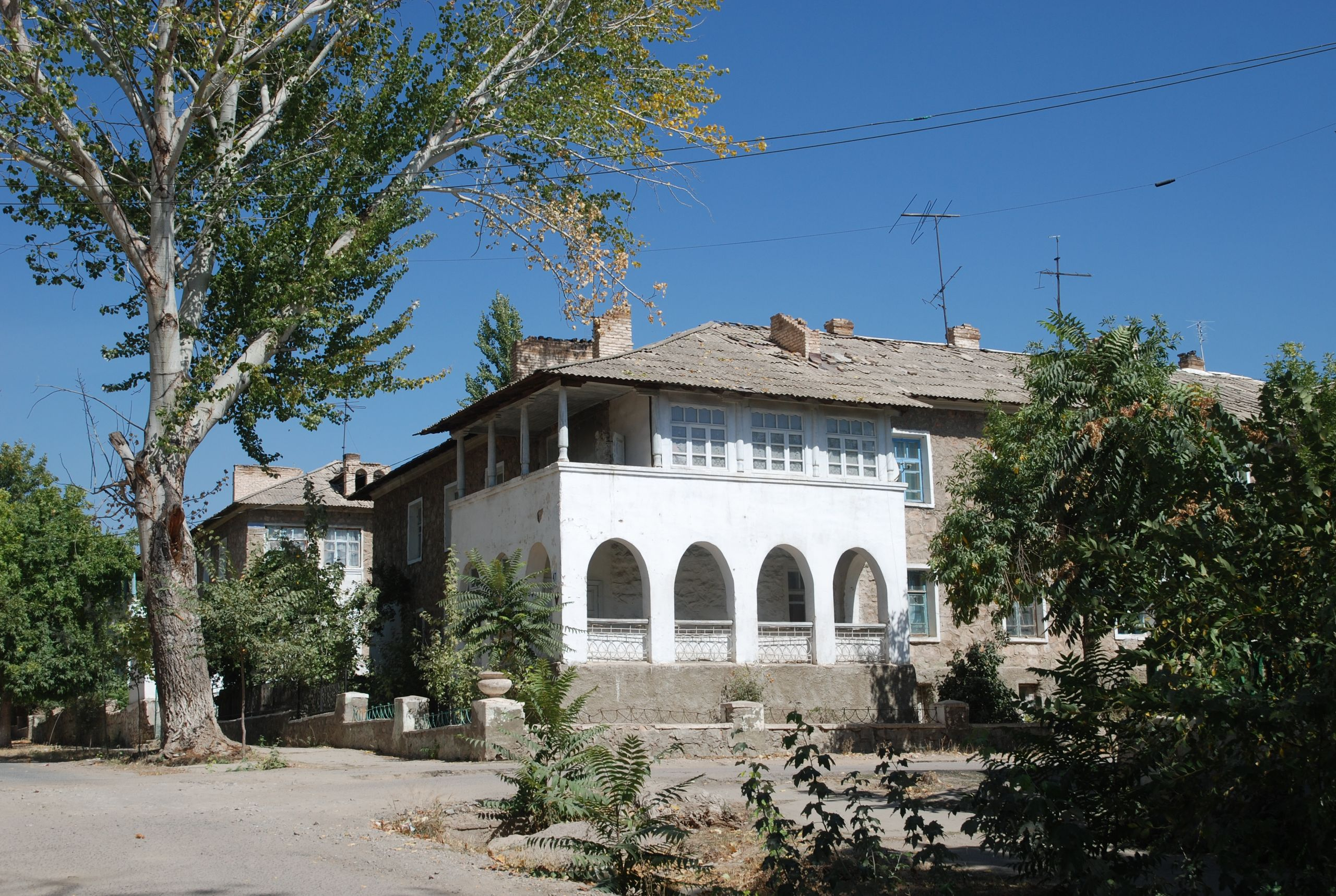
Deutsche Häuser an der Hauptstraße

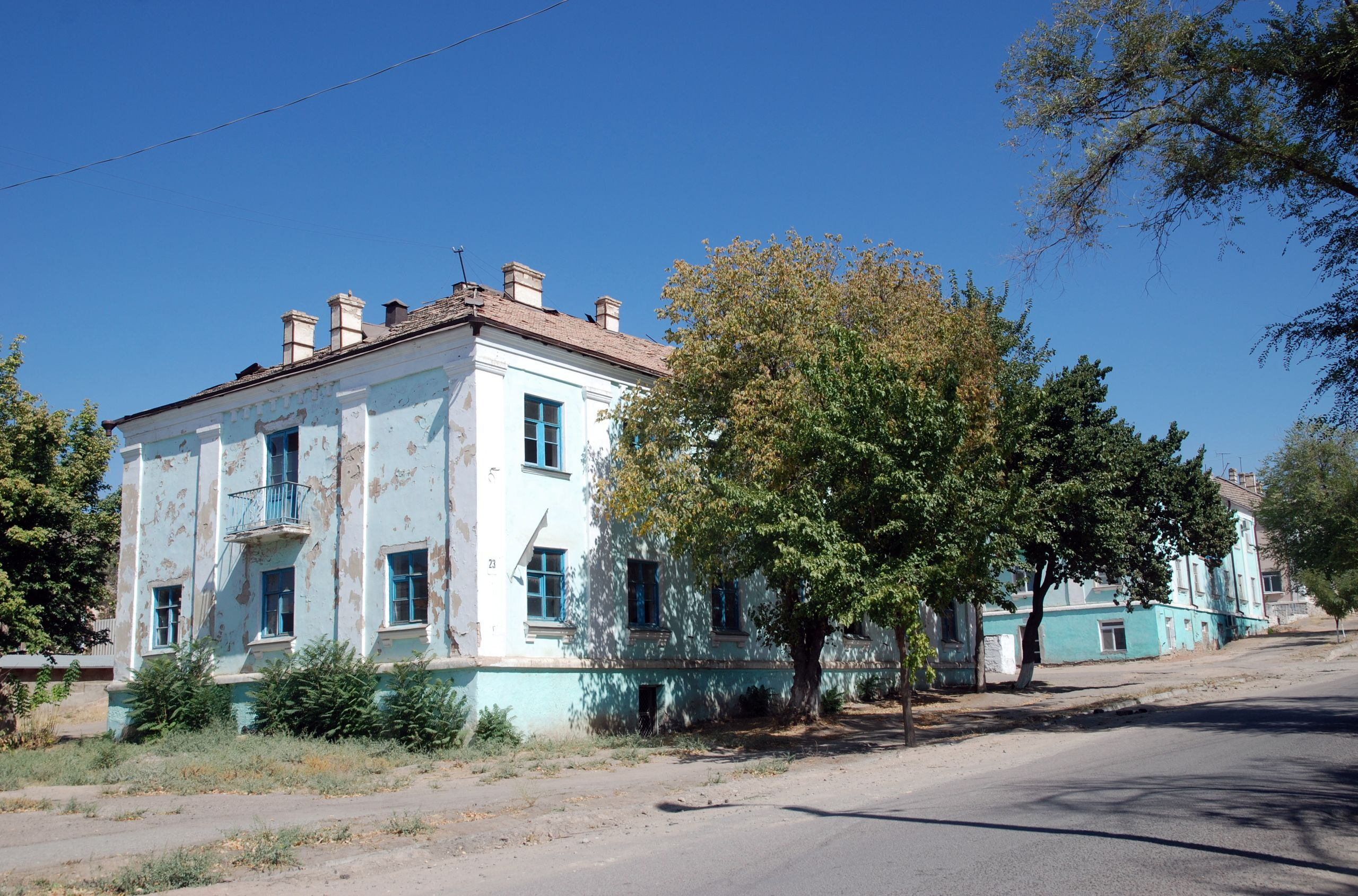
Deutsche Wohnblocks an der Straße zum Markt im Südwesten

Unter Stalin wurden 1924 politische Grenzen im Ferghanatal durch die Siedlungsgebiete der verschiedenen Ethnien gezogen, was eine leichtere zentralstaatliche Kontrolle ermöglichen sollte. 1929 wurde von der Usbekischen SSR die Tadschikische SSR als eigenständige sowjetische Teilrepublik abgespalten. In ihrem Teil des Ferghanatals lebten und leben bis heute viele Usbeken. Während der sowjetischen Zeit nahm die Bevölkerung des Ferghanatals vor allem durch eingewanderte Russen und ferner durch die Umsiedlung von Bewohnern aus dem Jagnobtal deutlich zu. Die Neuankömmlinge erweiterten den bestehenden Baumwollanbau durch die Anlage großflächiger Bewässerungssysteme.
Im 19. Jahrhundert gründeten die ersten Deutschen – es waren wenige Anhänger freikirchlicher Sekten – Siedlungen in der Region von Chudschand. Weitere Deutsche folgten in den 1930er Jahren, wobei sie in Tadschikistan mit 2022 bei der Volkszählung von 1939 nach Armenien (433 Deutsche) die kleinste deutsche Gruppe aller Sowjetrepubliken bildeten. Nach dem Beginn des Deutsch-Sowjetischen Krieges 1941 löste die sowjetische Führung die Wolgadeutsche Republik auf und vertrieb zwischen Juli und September 1941 nach einer offiziellen Liste vom Dezember desselben Jahres 856.168 Russlanddeutsche nach Sibirien und in die zentralasiatischen Republiken, besonders nach Kasachstan. Die Männer brachte man in Konzentrationslager, während die nach Osten deportierten Familien überwiegend aus Frauen und Kindern bestanden. Nach Tadschikistan gelangten Russlanddeutsche erst 1945–46, wo sie in ärmlichen Verhältnissen leben und unter äußerst schwierigen Bedingungen in den Baumwolle-Kolchosen arbeiten mussten.
Das erste Uran und Radium enthaltende Erz wurde 1899 in Tuyamuyun südöstlich von Osch (Kirgisistan) abgebaut. Die Erkundung von uranhaltigen Gesteinen zunächst zur Gewinnung von Radium begann in der Sowjetunion in den 1920er Jahren. 1926 wurde bei Taboschar die erste große Fundstätte entdeckt, die vor und nach dem Zweiten Weltkrieg die hauptsächliche Uranabbaustätte der Sowjetunion war. In den 1930er Jahren erhielt der Ort den Status einer Siedlung städtischen Typs. Eine 1940 gegründete Kommission war für die Bewertung der sowjetischen Uranlager zuständig, deren industrielle Ausbeutung jedoch erst 1945 im Rahmen eines Atombombenprogramms begann. Dies führte zur Erschließung von einem halben Dutzend weiterer Uranlagerstätten im Ferghanatal. Die Menge des gewonnenen Urans war Anfang der 1940er Jahre wesentlich geringer als es die sowjetischen Forscher unter der Leitung von Igor Kurtschatow zum Bau der ersten Atombombe gebraucht hätten. Am 27. November 1942 ordnete das sowjetische Verteidigungsministerium an, Uranerz in einer Fabrik in Taboschar aufzubereiten. Der Mangel an Uran war anfangs das wesentliche Hemmnis für das Atomprogramm. Das als streng geheim deklarierte Dekret (Nr. 2542) von 1942 sah vor, jährlich vier Tonnen Uranerz in Taboschar zu gewinnen und zu verarbeiten und darüber hinaus weitere Uranerzlager zu erschließen. Die Leitung wurde der „Staatlichen Kommission für Nichteisenmetalle“ übertragen, die bereits in Zentralasien aktiv war. Der Plan wurde nicht in vollem Umfang umgesetzt. Die ersten experimentellen Anlagen zur Anreicherung von Uran in der Sowjetunion, die zeitgleich 1945 ihren Betrieb aufnahmen, befanden sich in Taboschar und im zehn Kilometer südöstlich von Chudschand gelegenen Tschkalowsk (tadschikisch Tschkalow) nahe der Stadt Ghafurow. In den Anlagen in Taboschar und Tschkalowsk wurden im Jahr 1945 zusammen 5392 Tonnen Uranerz abgebaut. Alle Arbeitsschritte, um hieraus das erste angereicherte Uran in der Sowjetunion zum Bau einer Atombombe zu gewinnen, erfolgten manuell. Tschkalowsk wurde Anfang der 1950er Jahre geschlossen, während die Aufbereitungsanlage in Taboschar bis Anfang der 1970er Jahre in Betrieb blieb.
In den 1940er Jahren erbauten vertriebene Deutsche, die als Arbeiter für den Uranabbau angesiedelt wurden, die für Tadschikistan ungewöhnlichen Einfamilien- und Reihenhäuser des Ortes Taboschar. Die Zahl der Russlanddeutschen in Tadschikistan nahm allmählich zu und hatte 1979 mit 38.853 ihren Höhepunkt erreicht. Bis 1989 sank diese Zahl auf 32.678. Wegen des wirtschaftlichen Zusammenbruchs nach der Unabhängigkeit des Landes 1991 wurde der Uranabbau in Tadschikistan 1992 beendet. Während des sich anschließenden Bürgerkriegs, der bis 1997 dauerte, wanderten die Deutschen bis auf eine verschwindende Minderheit vorwiegend nach Deutschland aus. Heute leben in der Stadt praktisch keine Deutschen mehr.
Nachdem Taboschar 1993 die Stadtrechte erhalten hatte, erfolgte 2012 die Umbenennung in Istiqlol, tadschikisch für „Unabhängigkeit“.
Die Einwohnerzahl des Ortes war im Zusammenhang mit dem Uranbergbau zunächst schnell von 857 (1939) auf 11.283 (1959) gestiegen. Nach einer zwischenzeitlichen Stagnation (1970: 10.871) stieg sie dann über 14.716 (1979) auf den bisherigen Höchstwert von 20.166 (1989). Nach dem Zerfall der Sowjetunion fiel die Einwohnerzahl erheblich auf 12.237 (2000), steigt seither aber wieder langsam: nach 14.196 bei der Volkszählung 2010 waren es 2014 bereits etwa 15.600 Einwohner.

## Stadtbild

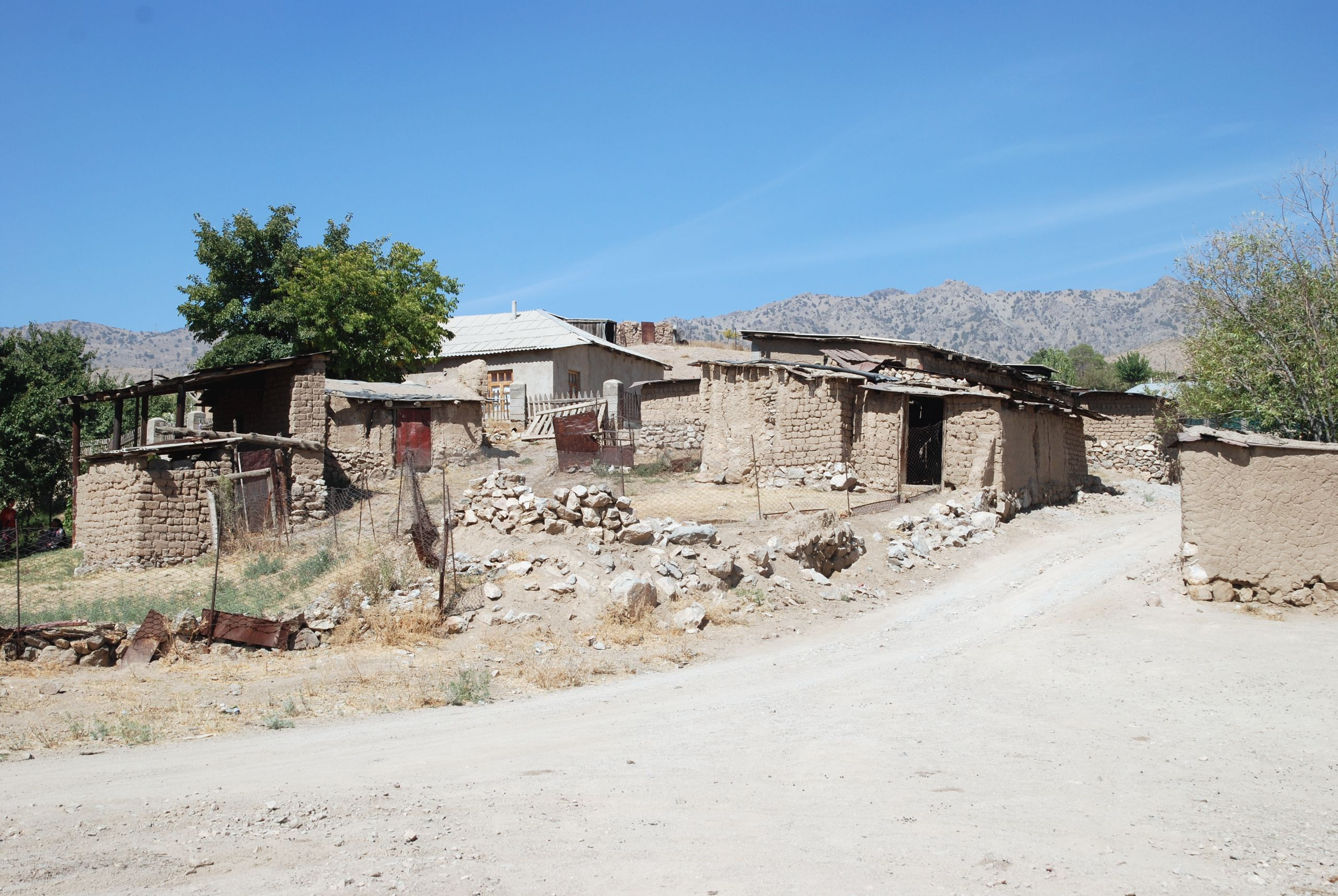
Gehöft aus Lehmziegeln, ungeplanter Ortsteil im Norden

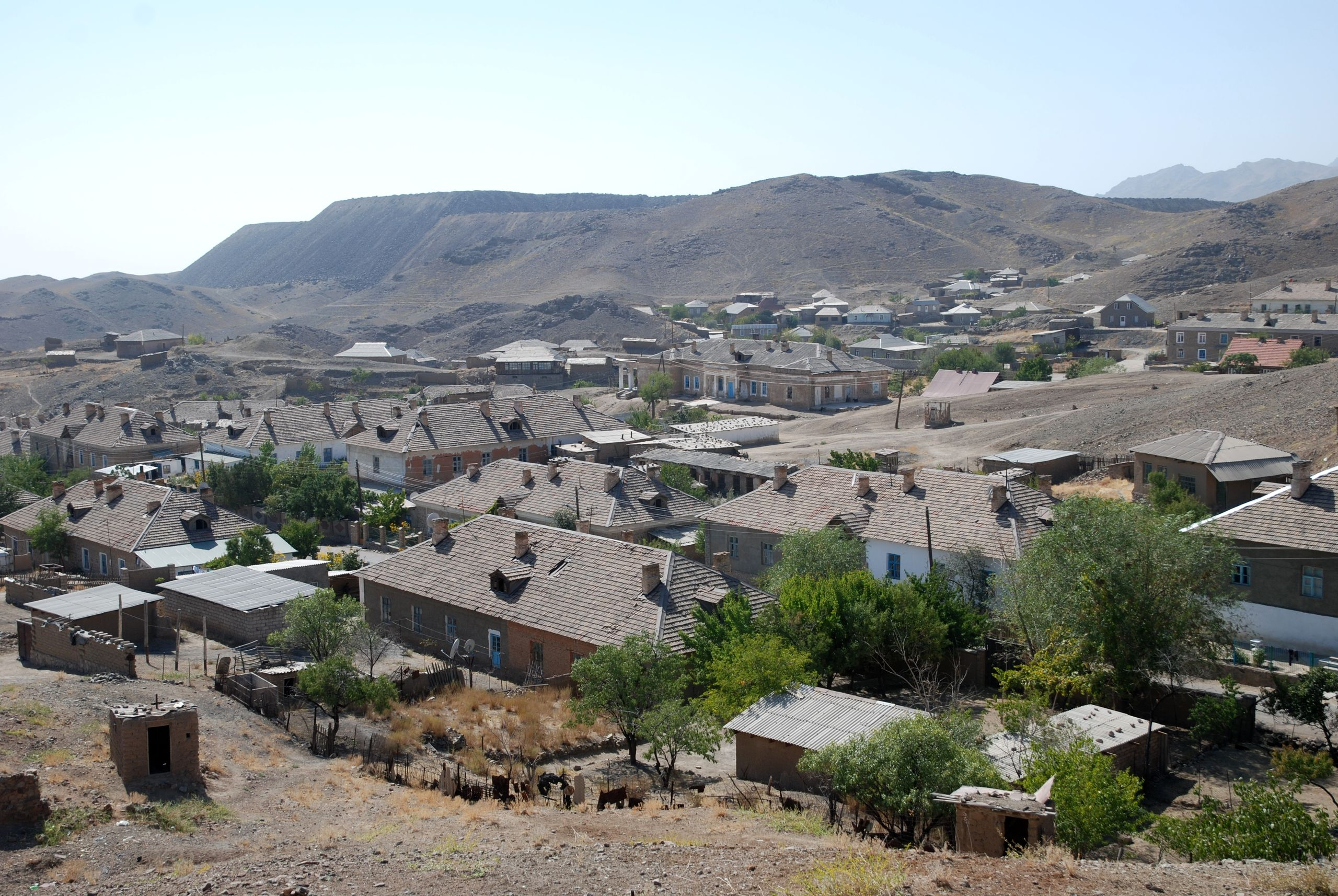
Alt-Taboschar Richtung Westen. Links im Hintergrund die mit 300 Metern höchste Abraumhalde.

Das geografische Zentrum der Stadt ist ein Kreisverkehr, auf den die Zufahrtsstraße von Süden zusteuert. Der Markt mit den einzigen Lebensmittelgeschäften des Ortes befindet sich in einem neueren Viertel mit einigen sozialistischen Wohnblocks aus der zweiten Hälfte des 20. Jahrhunderts am südwestlichen Stadtrand. Hier ist die Endstation der Buslinie aus Chudschand. Nördlich des Kreisverkehrs erstreckt sich ein Park, der zum repräsentativen Gebäude der Stadtverwaltung hinführt.
Die weiter nach Norden ansteigende Hauptstraße und zwei bis drei parallele Nebenstraßen mit hohen, Schatten spendenden Alleebäumen erschließen auf etwa 1,5 Kilometern Länge das zentrale Stadtgebiet. Dieses ist durch die für Tadschikistan ungewöhnlichen Einfamilien- und Reihenhäuser der deutschen Siedler charakterisiert. Die Häuser besitzen Walmdächer mit Dachgauben und mehreren hohen Kaminen für Einzelöfen sowie große Sprossenfenster. Bei manchen ist eine Veranda oder eine Arkade mit Rundbögen vorgebaut. Holzzäune entlang der Gehwege begrenzen kleine Vorgärten, in denen Obstbäume gedeihen. Die beiden Geschosse sind durch abgestufte Gesimse getrennt und sorgen für eine horizontale Fassadengliederung. Einige Häuser stehen leer, überwiegend sind sie, besonders an den mit grauen Faserzementplatten gedeckten Dächern in einem vernachlässigten Zustand.
In den Hügeltälern weiter nördlich schließt sich eine ungeplante Bebauung mit freistehenden eingeschossigen Dorfhäusern an, die teilweise aus Lehmziegeln errichtet wurden. Sie sind von kleineren Nebengebäuden und Stallungen umgeben. Dieser Bereich ist durch kurvige Schotterpisten erschlossen.
Eine Asphaltstraße führt nach Osten quer durch das ehemalige Uranabbaugelände zur gut drei Kilometer entfernten Siedlung Alt-Taboschar (Taboschari Kuhna, Табошари Кӯҳна), die ebenfalls als deutsche Gründung erkennbar ist. Die überwiegend eingeschossigen Wohnblocks sind einfacher und in der Art einer Arbeitersiedlung erbaut. Sie liegen in einer Senke zwischen steinigen Hügeln unmittelbar unterhalb der Abraumhalden an deren Ostseite.

## Uranmine

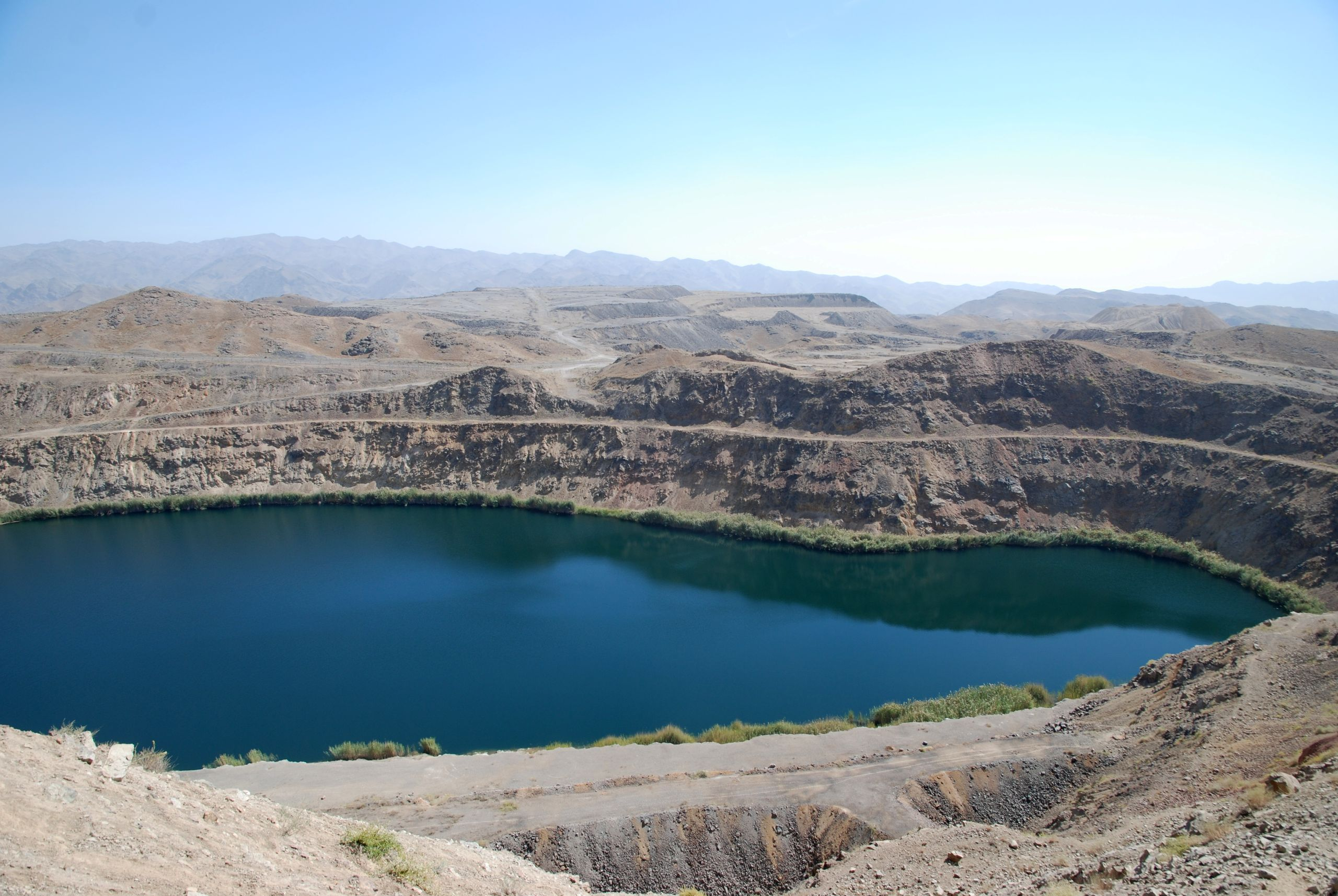
Radioaktiv verseuchter See in der ehemaligen Uranmine. Im Hintergrund im Süden Abraumhalden

1,5 Kilometer nordöstlich des deutschen Stadtzentrums von Istiqlol beginnt der zur Uranmine gehörende Bereich, dessen Fläche etwa zwei Kilometer im Durchmesser beträgt. Die ehemalige Urangrube im Norden der nach Alt-Taboschar führenden Straße ist zu einem tiefblauen See geworden, dessen Wasser radioaktiv verseucht ist. Entlang der Straße sollen Warnschilder und ein Zaun vor dem Betreten des Seeufers abhalten. Von allen übrigen Seiten ist das gesamte Gelände für Menschen frei zugänglich, ebenso für grasende Schafe und Ziegen, die aus dem See trinken. Südlich der Straße erheben sich drei Abraumhalden, deren größte 300 Meter aus der Ebene ragt. Die Ruinen der in den 1970er Jahren geschlossenen Produktionsanlagen sind südlich der Straße unweit der Stadt zu sehen. Hier wurden Uranerze aus Meilisui, Uigur und Adrasman aufbereitet.
Das ökologische Hauptproblem der stillgelegten Uranmine sind die ungeschützten Schutthalden mit 55 Millionen Tonnen Abraum, von dem etwa zwölf Millionen Tonnen aus Uran enthaltenden Erden besteht, deren feinkörnige mineralische Bestandteile (Tailings) mit dem Wind vor allem in südlicher Richtung davongetragen werden. Tailings werden auch bei Regenfällen gelöst und über den nach Süden dem Syrdarja zufließenden Bach Archasoi weggespült. Starkregen führten in Istiqlol mehrfach zu Schlammfluten, die radioaktives Material weit in die Ebene trugen.
1945 wurde das „Leninabad Bergbau- und Chemie-Kombinat“ zur Gewinnung und Verarbeitung von Uran in den Ländern Tadschikistan, Kirgisistan und Usbekistan gegründet. In dessen Nachfolge agiert im westlichen Ferghanatal seit 1992 der staatliche Wirtschaftsverband Vostokredmet mit Hauptsitz in Tschkalow. Abraumhalden mit Tailings in der Nähe von Chudschand, die von Vostokredmet verantwortet werden, befinden sich bei der Siedlung Adrasmon (Adrasman; in den Kuramin-Bergen östlich von Istiqlol), bei der Kleinstadt Dechmoi (Digmai, etwa zehn Kilometer westlich von Chudschand an der Straße Richtung Istarawschan), bei Tschkalow und Ghafurow sowie unmittelbar nördlich von Chudschand. Die uranhaltige Gesamtmasse dieser Abraumhalden beträgt 54,8 Millionen Tonnen mit einer gesamten Strahlungsaktivität von 6500 Curie, oder 36 TBq (Terabecquerel).
Unter den genannten Orten geht die meiste radioaktive Strahlung von den Tailings in Istiqlol aus. Eine der drei Halden von 1,2 Millionen Tonnen auf 2,9 Hektar Fläche bei den ehemaligen Aufbereitungsanlagen ist einen Kilometer vom Wohngebiet entfernt. Das Abraummaterial ist von einer 0,7–1 Meter dicken neutralen Erdschicht überdeckt, an deren Oberfläche eine Strahlung von 0,40–0,60 µSv/h gemessen wurde (bei einer natürlichen Hintergrundstrahlung von 0,45 µSv). Eine 1,5–2 Kilometer von bewohntem Gebiet entfernte Halde von 7,6 Millionen Tonnen auf 54,5 Hektar ist mit einer Erdschicht in derselben Dicke überdeckt, an deren Oberfläche 40–70 µSv/h gemessen wurden. Ein 2,2 Millionen Tonnen Abraum auf 3,6 Hektar enthaltender Hügel in zwei Kilometern Entfernung ist völlig unbedeckt der Witterung ausgesetzt. Die gemessene Strahlung beträgt 3–5 µSv/h. Hinzu kommt ein zehn Hektar großes Gebiet an einem Flussbett, das an der Oberfläche mit bis zu 3 µSv/h strahlt. Offiziell gilt landesweit ein Wert von 0,57 µSv/h als akzeptabel. Die Uran-Konzentration im Seewasser ist nach einer Messung von 2008 mit etwa 3 mg/l relativ hoch, dennoch verzehren Einheimische gelegentlich Fische aus dem See.

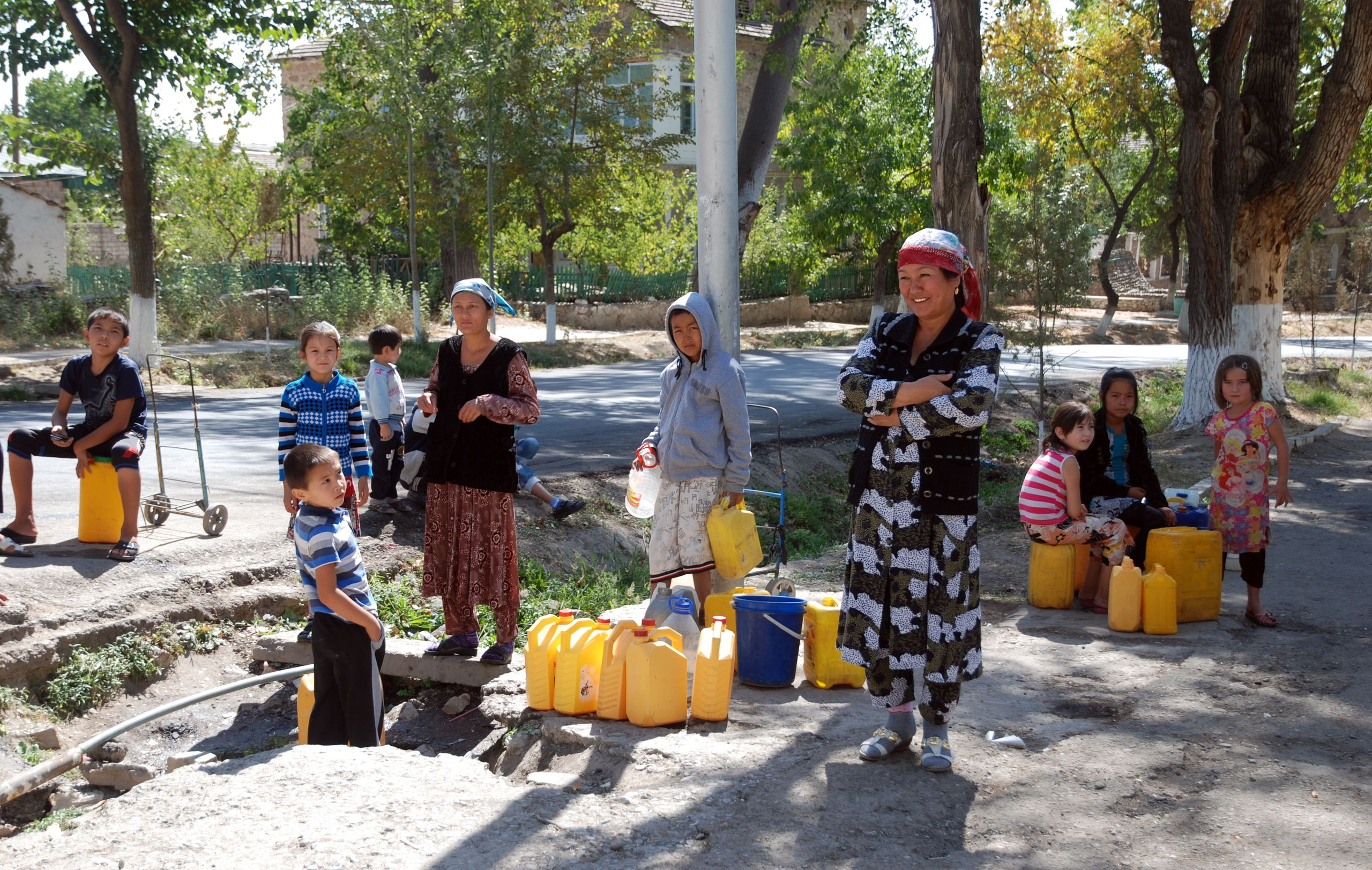
Das Leitungswasser in den Häusern ist ungenießbar. Die Einwohner entnehmen Wasser mit Plastikkanistern aus Rohren am Straßenrand.

Die Einwohner von Istiqlol sind einer höheren Gammastrahlung als dem weltweiten Durchschnittswert ausgesetzt. Im Freien beträgt die Gammastrahlendosis 0,42–1,6 µGy/h (korreliert mit der Radon-Konzentration von 120–900 Bq/m3) und in geschlossenen Räumen 0,1–1,3 µGy/h (Radon-Konzentration 80–1440 Bq/m3). Die hieraus errechnete hypothetische, von jedem Einwohner aufgenommene Strahlendosis von 7,53 mSv pro Jahr liegt unterhalb des von der Internationalen Strahlenschutzkommission (ICRP) 2009 festgelegten Risikogrenzwerts von 10 mSv. Abgeschätzt wird hiermit das Risiko (statistische Wahrscheinlichkeit) einer durch Strahlung hervorgerufenen schweren Erkrankung für die Einwohnerschaft. Für die Einwohner von Istiqlol ergibt sich aus der errechneten Strahlenbelastung bezogen auf alle Lebensalter eine Wahrscheinlichkeit von fünf Erkrankungen an Krebs und sechs anderen schweren Erkrankungen.
Acht von zehn ehemaligen sowjetischen Uranabbaustätten in Tadschikistan wurden versiegelt. Die beiden verbliebenen offenen Stätten sind Istiqlol und Dechmoi. Ihre Versiegelung wird als dringend notwendig erachtet, zumal das Ferghanatal in einem Erdbebenrisikogebiet liegt. Die hierfür erforderliche technische Ausrüstung würde jedoch jeweils bis zu einer Million US-Dollar kosten, die der Staat derzeit nicht aufbringen kann. Zum Vergleich: Die Kosten für die Versiegelung der 400.000 Tonnen Abraummaterial von Tschkalowsk in den Jahren 1991–92 betrugen rund zehn Millionen US-Dollar. Nichtregierungsorganisationen versuchen derweil mit Hinweisschildern und Aufklärungsarbeit, die Bevölkerung auf die Gefahren aufmerksam zu machen.

## Söhne und Töchter der Stadt
- Edgar Hess (* 1954), deutscher Fußballtrainer
- Robert Hettich (* 1964), deutscher Grafikdesigner und Maler